# Robert Watiyakeni
Robert Watiyakeni (10 ottobre 1969 – Oceano Atlantico, 27 aprile 1993) è stato un calciatore zambiano, di ruolo difensore.

## Carriera

### Nazionale
Rappresentò la propria Nazionale tra il 1991 e il 1993.

## Morte
Perì, assieme ai compagni di Nazionale, il 27 aprile 1993, coinvolto nel celebre disastro aereo dello Zambia.